# Вписанные и вневписанные в треугольник окружности

Треугольник (чёрный) с вписанной окружностью (синей), инцентр (I), вневписанными окружностями (оранжевые), эксцентры (J_{A},J_{B},J_{C}), внутренние биссектрисы (красные) и внешние биссектрисы (зелёные)

Вписанная в треугольник окружность — окружность внутри треугольника, касающаяся всех его сторон; наибольшая окружность, которая может находиться внутри треугольника. Центр этой окружности является точкой пересечения биссектрис треугольника и называется инцентром треугольника.
Вневписанная окружность треугольника — окружность, лежащая вне треугольника и касающаяся одной стороны треугольника и продолжения двух других сторон. Любой треугольник имеет три различные вневписанные окружности, каждая из которых касается своей стороны треугольника.
Центром вневписанной окружности является пересечение биссектрисы одного внутреннего угла и биссектрис двух других внешних углов. Поскольку биссектриса внутреннего угла перпендикулярна биссектрисе смежного внешнего угла, центр вписанной окружности вместе с тремя центрами вневписанных окружностей образуют ортоцентричную систему.
Не все многоугольники с числом сторон более трёх имеют вписанную окружность. Те, которые имеют, называются описанными.

## Связь с площадью треугольника
Радиусы вписанных и вневписанных окружностей имеют тесную связь с площадью треугольника.

### Вписанная окружность

Пусть {\displaystyle \triangle ABC} имеет вписанную окружность радиуса {\displaystyle r} с центром {\displaystyle I.}
Пусть {\displaystyle a} — длина {\displaystyle BC,} {\displaystyle b} — длина {\displaystyle AC,} а {\displaystyle c} — длина {\displaystyle AB.}
Пусть вписанная окружность касается {\displaystyle AB} в некоторой точке {\displaystyle C',} тогда {\displaystyle \angle AC'I} является прямым 
и радиус {\displaystyle C'I} будет высотой треугольника {\displaystyle \triangle IAB}.
Таким образом, {\displaystyle \triangle IAB}
имеет основание длины {\displaystyle c} и высоту {\displaystyle r,} а следовательно, его площадь равна {\displaystyle {\tfrac {1}{2}}cr}.
Подобным же образом {\displaystyle \triangle IAC} имеет площадь {\displaystyle {\tfrac {1}{2}}br} и {\displaystyle \triangle IBC}
имеет площадь {\displaystyle {\tfrac {1}{2}}ar}.
Поскольку эти три треугольника составляют {\displaystyle \triangle ABC}, получаем, что:
{\displaystyle \Delta ={\frac {1}{2}}(a+b+c)r=pr,}
где {\displaystyle \Delta } — площадь {\displaystyle \triangle ABC},
{\displaystyle p={\frac {1}{2}}(a+b+c)} — его полупериметр.
Чтобы получить альтернативную формулу, рассмотрим {\displaystyle \triangle IC'A}. Это прямоугольный треугольник, у которого один из катетов равен {\displaystyle r,} а другой равен {\displaystyle r\cdot \mathrm {ctg} {\frac {\angle A}{2}}.}.
То же самое верно для {\displaystyle \triangle IB'A}. Весь треугольник состоит из 6 таких треугольников, и общая площадь составляет:
{\displaystyle \Delta =r^{2}\cdot (\mathrm {ctg} {\frac {\angle A}{2}}+\mathrm {ctg} {\frac {\angle B}{2}}+\mathrm {ctg} {\frac {\angle C}{2}}).}

### Вневписанные окружности
Пусть вневписанная окружность, касающаяся стороны AB, касается продолжения стороны AC в точке G, и пусть радиус этой окружности равен {\displaystyle r_{c}}, а её центр — {\displaystyle I_{c}}. Тогда {\displaystyle I_{c}G} является высотой треугольника {\displaystyle \triangle ACI_{c}},
так что {\displaystyle \triangle ACI_{c}} имеет площадь {\displaystyle {\tfrac {1}{2}}br_{c}}. По тем же причинам
{\displaystyle \triangle BCI_{c}}
имеет площадь
{\displaystyle {\tfrac {1}{2}}ar_{c}},
а {\displaystyle \triangle ABI_{c}}
имеет площадь
{\displaystyle {\tfrac {1}{2}}cr_{c}}.
Тогда
{\displaystyle \Delta ={\frac {1}{2}}(a+b-c)r_{c}=(p-c)r_{c}}.
Таким образом, ввиду симметрии,
{\displaystyle \Delta =pr=(p-a)r_{a}=(p-b)r_{b}=(p-c)r_{c}}.
По теореме косинусов получаем
{\displaystyle \cos A={\frac {b^{2}+c^{2}-a^{2}}{2bc}}}
Комбинируя это с тождеством {\displaystyle \sin ^{2}A+\cos ^{2}A=1}, получим
{\displaystyle \sin A={\frac {\sqrt {-a^{4}-b^{4}-c^{4}+2a^{2}b^{2}+2b^{2}c^{2}+2a^{2}c^{2}}}{2bc}}}
Но {\displaystyle \Delta ={\tfrac {1}{2}}bc\sin A}, так что
{\displaystyle {\begin{aligned}\Delta &={\frac {1}{4}}{\sqrt {-a^{4}-b^{4}-c^{4}+2a^{2}b^{2}+2b^{2}c^{2}+2a^{2}c^{2}}}\\&={\frac {1}{4}}{\sqrt {(a+b+c)(-a+b+c)(a-b+c)(a+b-c)}}\\&={\sqrt {p(p-a)(p-b)(p-c)}},\end{aligned}}}
и это формула Герона вычисления площади треугольника по его сторонам.
Комбинируя формулу Герона с {\displaystyle pr=\Delta }, получим
{\displaystyle r^{2}={\frac {\Delta ^{2}}{p^{2}}}={\frac {(p-a)(p-b)(p-c)}{p}}}.
Аналогично, {\displaystyle (p-a)r_{a}=\Delta } даёт
{\displaystyle r_{a}^{2}={\frac {p(p-b)(p-c)}{p-a}}}.
Из этих формул видно, что вневписанные окружности всегда больше вписанной и наибольшая окружность соответствует самой длинной стороне, а самая наименьшая из вневписанных окружностей соответствует самой маленькой стороне. Дальнейшее комбинирование формул приводит к:
{\displaystyle \Delta ={\sqrt {rr_{a}r_{b}r_{c}}}.}
Отношение площади вписанной окружности к площади треугольника меньше или равно {\displaystyle {\frac {\pi }{3{\sqrt {3}}}}}, и равенство достигается только на правильных треугольниках.

## Связанные построения

### Окружность девяти точеки точкаФейербаха
- Теорема Эйлера об окружности Эйлера. Середины отрезков высот от ортоцентра до вершин треугольника называются точками Эйлера. Основания медиан, основания высот и точки Эйлера лежат на одной окружности, называемой окружностью девяти точек[5].

- Теорема Фейербаха. Окружность девяти точек касается всех трёх вневписанных окружностей, а также вписанной окружности в четырёх разных точках. Одна из них - точка касания окружности Эйлера и вписанной окружности известна как точка Фейербаха.

### Треугольник иточка Жергонна

Треугольник ΔABC с вписанной окружностью (синяя), и её центр (синий, I), треугольник точек касания (красный, ΔT_{a}T_{b}T_{c}) и точка Жергонна (зелёная, Ge)

Треугольник Жергонна (для треугольника ABC) определяется тремя точками касания вписанной окружности на трёх сторонах.
Эти вершины обозначим TA, и т. д..
Точка TA лежит напротив вершины A.
Этот треугольник Жергонна TATBTC известен также как треугольник касаний треугольника ABC.
Три прямые ATA, BTB и CTC пересекаются в одной точке — точке Жергонна и обозначается Ge — X(7). Точка Жергонна лежит внутри открытого ортоцентроидного круга с выколотым центром.
Интересно, что точка Жергонна треугольника является точкой пересечения симедиан треугольника Жергонна. Полный набор свойств точки Жергонна можно найти в статье Декова.
Трилинейные координаты вершин треугольника касаний задаются формулами
- вершина {\displaystyle A=0:\sec ^{2}\left({\frac {B}{2}}\right):\sec ^{2}\left({\frac {C}{2}}\right)}
- вершина {\displaystyle B=\sec ^{2}\left({\frac {A}{2}}\right):0:\sec ^{2}\left({\frac {C}{2}}\right)}
- вершина {\displaystyle C=\sec ^{2}\left({\frac {A}{2}}\right):\sec ^{2}\left({\frac {B}{2}}\right):0}

Трилинейные координаты точки Жергонна
{\displaystyle \sec ^{2}\left({\frac {A}{2}}\right):\sec ^{2}\left({\frac {B}{2}}\right):\sec ^{2}\left({\frac {C}{2}}\right)},
или, эквивалентно, по теореме синусов,
{\displaystyle {\frac {bc}{b+c-a}}:{\frac {ca}{c+a-b}}:{\frac {ab}{a+b-c}}}.
Точка Жергонна является изотомическим сопряжением точки Нагеля.

### Треугольник и точкаНагеля
Треугольник Нагеля (см. рис. выше) для треугольника ABC определяется вершинами TA, TB и TC, которые являются точками касания вневписанных окружностей треугольника ABC и точка XA противоположна стороне A, и т. д. Описанная вокруг треугольника TATBTC окружность называется окружностью Мандарта (частный случай эллипса Мандарта). Три прямые ATA, BTB и CTC делят периметр пополам и пересекаются в одной точке Нагеля Na — X(8).
Трилинейные координаты точек касания треугольника вневписанными окружностями задаются формулами
- вершина {\displaystyle A=0:\csc ^{2}\left({\frac {B}{2}}\right):\csc ^{2}\left({\frac {C}{2}}\right)}
- вершина {\displaystyle B=\csc ^{2}\left({\frac {A}{2}}\right):0:\csc ^{2}\left({\frac {C}{2}}\right)}
- вершина {\displaystyle C=\csc ^{2}\left({\frac {A}{2}}\right):\csc ^{2}\left({\frac {B}{2}}\right):0}

Трилинейные координаты точки Нагеля задаются формулами
{\displaystyle \csc ^{2}\left({\frac {A}{2}}\right):\csc ^{2}\left({\frac {B}{2}}\right):\csc ^{2}\left({\frac {C}{2}}\right)},
или, эквивалентно, по теореме синусов,
{\displaystyle {\frac {b+c-a}{a}}:{\frac {c+a-b}{b}}:{\frac {a+b-c}{c}}}.
Точка Нагеля является изотомическим сопряжением точки Жергонна.

### Трилинейные координаты вписанных треугольников
Трилинейные координаты вершин треугольника, образованного основаниями биссектрис, задаются формулами
- вершина {\displaystyle A=0:1:1}
- вершина {\displaystyle B=1:0:1}
- вершина {\displaystyle C=1:1:0}

Трилинейные координаты треугольника, образованного точками касания сторон внеописанными окружностями, задаются формулами
- вершина {\displaystyle A=-1:1:1}
- вершина {\displaystyle B=1:-1:1}
- вершина {\displaystyle C=1:-1:-1}

## Уравнения окружностей
Пусть x : y : z — координаты точки в трилинейных координатах, и пусть u = cos2(A/2), v = cos2(B/2), w = cos2(C/2). Четыре окружности, описанные выше, можно задать любым из двух указанных способов:
- Вписанная окружность:

{\displaystyle \ u^{2}x^{2}+v^{2}y^{2}+w^{2}z^{2}-2vwyz-2wuzx-2uvxy=0}
{\displaystyle \pm {\sqrt {x}}\cos {\frac {A}{2}}\pm {\sqrt {y}}\cos {\frac {B}{2}}\pm {\sqrt {z}}\cos {\frac {C}{2}}=0}
- A-внешневписанная:

{\displaystyle \ u^{2}x^{2}+v^{2}y^{2}+w^{2}z^{2}-2vwyz+2wuzx+2uvxy=0}
{\displaystyle \pm {\sqrt {-x}}\cos {\frac {A}{2}}\pm {\sqrt {y}}\cos {\frac {B}{2}}\pm {\sqrt {z}}\cos {\frac {C}{2}}=0}
- B-внешневписанная:

{\displaystyle \ u^{2}x^{2}+v^{2}y^{2}+w^{2}z^{2}+2vwyz-2wuzx+2uvxy=0}
{\displaystyle \pm {\sqrt {x}}\cos {\frac {A}{2}}\pm {\sqrt {-y}}\cos {\frac {B}{2}}\pm {\sqrt {z}}\cos {\frac {C}{2}}=0}
- C-внешневписанная:

{\displaystyle \ u^{2}x^{2}+v^{2}y^{2}+w^{2}z^{2}+2vwyz+2wuzx-2uvxy=0}
{\displaystyle \pm {\sqrt {x}}\cos {\frac {A}{2}}\pm {\sqrt {y}}\cos {\frac {B}{2}}\pm {\sqrt {-z}}\cos {\frac {C}{2}}=0}

## Другие свойства вписанной окружности

### Некоторые формулы с радиусом вписанной окружности
- {\displaystyle r={\frac {p-a}{\operatorname {ctg} (\alpha /2)}}={\frac {p-b}{\operatorname {ctg} (\beta /2)}}={\frac {p-c}{\operatorname {ctg} (\gamma /2)}}}, {\displaystyle p} — полупериметр треугольника (Теорема котангенсов).

- Радиус вписанной окружности не больше одной девятой суммы высот треугольника[9].

- Неравенство Эйлера: радиус вписанной окружности не превосходит половины радиуса описанной окружности и равенство имеет место лишь для равностороннего треугольника[10].

- Предположим, что точки касания вписанной окружности делят стороны на отрезки длиной x и y, y и z, z и x. Тогда вписанная окружность имеет радиус[11]

{\displaystyle r={\sqrt {\frac {xyz}{x+y+z}}}}
и площадь треугольника равна
{\displaystyle K={\sqrt {xyz(x+y+z)}}.}
- Если высоты, опущенные на стороны a, b и c есть ha, hb и hc, то радиус вписанной окружности r равен одной трети гармонического среднего этих высот, то есть

{\displaystyle r={\frac {1}{h_{a}^{-1}+h_{b}^{-1}+h_{c}^{-1}}}.}
- Произведение радиуса вписанной окружности r и радиуса описанной окружности R треугольника со сторонами a, b и c равно[1]

{\displaystyle rR={\frac {abc}{2(a+b+c)}}.}
- Некоторые связи сторон, радиусов вписанной окружности и описанной окружностей[12]:

{\displaystyle ab+bc+ca=s^{2}+(4R+r)r,}
{\displaystyle a^{2}+b^{2}+c^{2}=2s^{2}-2(4R+r)r.}
- Любая прямая, проходящая через треугольник и делящая площадь треугольника и периметр пополам, проходит через центр вписанной окружности. Таких прямых может существовать три, две или одна[13].

- Перпендикуляры, восставленные к сторонам треугольника в точках касания вневписанных окружностей, пересекаются в одной точке. Эта точка симметрична центру вписанной окружности относительно центра описанной окружности[14].

## Формулы для расстояний до центра вписанной или вневписанной окружностей

### Теорема Эйлера
Теорема Эйлера утверждает, что в треугольнике:
{\displaystyle (R-r_{in})^{2}=d^{2}+r_{in}^{2},}
где R и rin являются радиусами описанной и вписанной окружностей соответственно, а d — расстояние между центрами этих окружностей.
Для вневписанных окружностей уравнение выглядит похоже:
{\displaystyle (R+r_{ex})^{2}=d^{2}+r_{ex}^{2},}
где rex — радиус одной из вневписанных окружностей, а d — расстояние между центрами описанной и вневписанной окружностей
- Возводя в квадрат и приводя подобные из первой формулы Эйлера выше имеем:

Квадрат расстояния от центра вписанной окружности I до центра описанной O задаётся уравнением
{\displaystyle OI^{2}=d^{2}=R(R-2r_{in}),}
{\displaystyle OI^{2}={\frac {abc\,}{a+b+c}}\left[{\frac {abc\,}{(a+b-c)\,(a-b+c)\,(-a+b+c)}}-1\right]}
Аналогично для второй формулы:
{\displaystyle d^{2}=R(R+2r_{ex}).}

### Другие формулы для расстояний до центра вписанной или вневписанной окружностей
- Расстояние от центра вписанной окружности до центра N окружности девяти точек равно[18]

{\displaystyle IN={\frac {1}{2}}(R-2r)<{\frac {1}{2}}R.}
- Расстояние от вершины до точек касания вписанной окружности на прилегающих сторонах равно полусумме длин прилегающих сторон минус половина противолежащей стороны[19]. Так, для вершины B и прилежащих точек касания TA и TC,

{\displaystyle BT_{A}=BT_{C}={\frac {BC+AB-AC}{2}}.}
- Если обозначить центр вписанной окружности треугольника ABC буквой I, мы получим[20]

{\displaystyle {\frac {IA\cdot IA}{CA\cdot AB}}+{\frac {IB\cdot IB}{AB\cdot BC}}+{\frac {IC\cdot IC}{BC\cdot CA}}=1}
и
{\displaystyle IA\cdot IB\cdot IC=4Rr^{2}.}
- Если обозначить за I центр вписанной окружности треугольника ABC, AD — биссектриса угла A, то {\displaystyle {\frac {AI}{DI}}={\frac {AB+AC}{BC}}}
- Центр вписанной окружности лежит в треугольнике, вершины которого являются серединами сторон треугольника[18].
- Теорема о трезубце или теорема трилистника, или теорема Клайнэра: Если D — точка пересечения биссектрисы угла A с описанной окружностью треугольника ABC, I и J — соответственно центры вписанной и вневписанной окружности, касающейся стороны BC, тогда {\displaystyle |DI|=|DB|=|DC|=|DJ|}.

- Теорема Мансиона (составная часть Теоремы о трезубце). Середины трёх отрезков, соединяющих центр вписанной окружности с центрами вневписанных окружностей лежат на описанной окружности[10].

Теорема Харкорта

- Теорема Харкорта. Пусть треугольник задан своими вершинами A, B и C, противоположные вершинам стороны имеют длины a, b и c, площадь равна K и прямая касается вписанной в треугольник окружности в произвольной точке. Обозначим расстояния от вершин треугольника до прямой через a ', b ' и c ', при этом, если вершина и центр окружности лежат по разные стороны от прямой, расстояние считается отрицательным. Тогда

{\displaystyle aa^{\prime }+bb^{\prime }+cc^{\prime }=2K.}.

## Другие свойства вневписанных окружностей
- Следующее отношение выполняется для радиуса r вписанной окружности, радиуса R описанной окружности, полупериметра s и радиусов вневписанных окружностей ra, rb, rc[12]:

{\displaystyle r_{a}+r_{b}+r_{c}=4R+r,}
{\displaystyle r_{a}r_{b}+r_{b}r_{c}+r_{c}r_{a}=s^{2},}
{\displaystyle r_{a}^{2}+r_{b}^{2}+r_{c}^{2}=(4R+r)^{2}-2s^{2},}
- Окружность, проходящая через центры вневписанных окружностей, имеет радиус 2R[12].

- Если H — ортоцентр треугольника ABC, то[12]

{\displaystyle r_{a}+r_{b}+r_{c}+r=AH+BH+CH+2R,}
{\displaystyle r_{a}^{2}+r_{b}^{2}+r_{c}^{2}+r^{2}=AH^{2}+BH^{2}+CH^{2}+(2R)^{2}.}
- Вершины A, B и C треугольника ABC являются основаниями высот треугольника JAJB,JC,

где JAJB,JC — центры вневписанных окружностей.
- Перпендикуляры, восставленные к сторонам треугольника в точках касания вневписанных окружностей, пересекаются в одной точке. Эта точка симметрична центру вписанной окружности относительно центра описанной окружности[14].
- Центр Шпикера треугольника является радикальным центром его вневписанных окружностей[22]. Если из центра Шпикера треугольника провести 6 касательных к 3 вневписанным окружностям треугольника, то все их длины будут равны между собой.

## Окружность Аполлония

### Определение окружности Аполлония

Точка Аполлония и окружность Аполлония

Пусть дан треугольник ABC. Пусть вневписанные окружности треугольника ABC, противоположные вершинам A, B и C, есть соответственно EA, EB, EC (см. рисунок). Тогда окружность Аполлония E (на рис. справа показана зеленым цветом) касается внутренним образом сразу трех вневписанных окружностей треугольника  ABC в точках соответственно EA, EB и EC (см. рисунок).

### Радиус окружности Аполлония
Радиус окружности Аполлония равен {\displaystyle {\frac {r^{2}+s^{2}}{4r}}}, где r — радиус вписанной окружности и s — полупериметр треугольника.

### Определение точки АполлонияAp
- Точка Аполлония Ap  в Энциклопедии центров треугольника у Кларка Кимберлинга (Encyclopedia of Triangle Centers (ETC)) именуется как центр треугольника под именем X(181).
- Точка Аполлония Ap или X(181) определяется следующим образом:

Пусть A' , B'  и C'  есть точки касания окружности Аполлония E с соответствтвующими вневписанными окружностями. Тогда прямые AA' , BB'  и CC'  пересекаются в одной точке Ap, которую называют точкой Аполлония треугольника ABC.

## Изогональное сопряжение
Изогональное сопряжение имеет ровно четыре неподвижные точки (то есть точки, которые сопряжены самим себе): центр вписанной окружности и центры вневписанных окружностей треугольника.
Ортоцентр треугольника изогонально сопряжён центру описанной окружности этого треугольника.

## Обобщение на другие многоугольники
- Некоторые (но не все) четырёхугольники имеют вписанную окружность. Они называются описанными четырёхугольниками. Среди свойств этих четырёхугольников наиболее важным является то, что суммы противоположных сторон равны. Это утверждение называется теоремой Пито.
- Некоторые (но не все) четырёхугольники имеют вневписанную окружность. Они называются внеописанными четырёхугольниками. Среди свойств этих четырёхугольников наиболее важное свойство отмечает теорема Уркхарта. Она утверждает:
- Если противоположные стороны выпуклого четырёхугольника ABCD пересекаются в точках E и F, то

{\displaystyle AB+BC=AD+DC\quad \Leftrightarrow \quad AE+EC=AF+FC.}

### Сайты с интерактивным содержанием
- Triangle incenter Triangle incircle Incircle of a regular polygon With interactive animations
- Constructing a triangle’s incenter / incircle with compass and straightedge An interactive animated demonstration
- Equal Incircles Theorem at cut-the-knot
- Five Incircles Theorem at cut-the-knot
- Pairs of Incircles in a Quadrilateral at cut-the-knot
- An interactive Java applet for the incenter